# Mr. Crowley
Mr. Crowley ist ein Heavy-Metal-Song aus dem Jahr 1980, der von Ozzy Osbourne, Randy Rhoads und Bob Daisley geschrieben wurde. Das Stück wurde zuerst am 20. September 1980 auf Ozzy Osbournes Album Blizzard of Ozz veröffentlicht und erschien wenig später als Single. Daneben gibt es zahlreiche weitere Veröffentlichungen des Liedes auf EPs und als Live-Version. Der Text handelt vom britischen Okkultisten Aleister Crowley.

## Entstehung und Musik
Das Lied entstand während der Aufnahmesessions zum Album Blizzard of Ozz. Osbourne hatte Bücher über Crowley gelesen und wollte schon längere Zeit ein Lied über ihn schreiben. Während des Studioaufenthaltes lag ein Satz von Crowley gestalteter Tarot-Karten im Studio herum, was Osbourne zum Anlass nahm, das Stück zu schreiben. Der selbsternannte „Fürst der Finsternis“ hatte zu dieser Zeit kein Interesse mehr an Schwarzer Magie, sodass das Lied zwar von Crowley handelt, aber nicht als Loblied auf ihn gelten kann. Vielmehr hat der Text einen anklagenden Unterton.
Mr. Crowley beginnt mit einem orgelähnlichen Keyboard-Part und ist geprägt von Rhoads barockbeeinflusstem Gitarrenspiel und Osbournes schwermütigem Gesang. Die Idee zum Keyboard-Intro entstand während des Vorspielens eines nicht mehr namentlich bekannten Keyboarders. Die Band adaptierte das vorgespielte Thema für das Intro, nach Meinung von Bob Daisley wurde das Thema jedoch so stark verändert, dass kein urheberrechtliches Problem besteht.
Die im November 1980 veröffentlichte Single von Mr. Crowley erreichte Platz 46 der britischen Charts.